# Сент-Луис Арена
«Сент-Луис Арена» (англ. St. Louis Arena) (известная как «Чекердоум» с 1977 по 1983 год) — крытая арена в городе Сент-Луис, штат Миссури, США. После открытия в 1929 году она стала вторым по величине крытым развлекательным заведением в стране. Здесь выступала команда НХЛ «Сент-Луис Блюз» и другие спортивные команды. Арена располагалась напротив шоссе I-64 от Авиационного поля парка Форест.
На арене проводились съезды, концерты, политические митинги, конные шоу, цирки, боксёрские матчи, профессиональная борьба, соревнования по роллер-дерби, матчи по шоуболу, «Финал четырёх» мужского баскетбольного турнира NCAA 1973 и 1978 годов, финалы мужского Среднезападного регионального турнира NCAA 1982, 1984 и 1993 годов, мужской баскетбольный турнир Missouri Valley Conference 1992-94 годов, финалы Кубка Стэнли 1968, 1969 и 1970 годов и финалы хоккейного турнира NCAA Frozen Four 1975 года.